# Чашка чая (альбом)
Чашка чая — двадцать третий номерной магнитоальбом советской рок-группы «ДК», выпущенный в 1986 году. Был записан в 1985 году в Косино и сведён на студии Игоря Васильева. Переиздан в 1997 году: в кассетном варианте (студия «Колокол») и CD-варианте («SS Records»). Оформление магнитоальбома было выполнено Юрием Непахаревым, а к его переизданию на компакт-диске Жариков сделал специальную инсталляцию из работ карикатуриста Игоря Сергеева.
Музыка альбома записана и сыграна в основном в блюзовом стиле, тексты альбома были пронизаны тематикой некрофилии. Первый и единственный альбом «ДК», вокалисткой которого стала девушка — панк-певица Людмила «Терри» Колот, она же будущая родоначальница русского «панк-симфонизма», американка Bret Diamond, ныне покойная.

## Факты об альбоме
- Альбом «Чашка Чая» является единственной «зафиксированной» записью контральто- вокала Людмилы Колот. До этого Терри пела в группе «Автоматические удовлетворители» и участвовала в сессиях «Алисы».
- В песне «Три мосла и кружка крови» иронически использованы гармония и аранжировка известной песни Юрия Антонова «Я иду к тебе навстречу».
- В песне «Я не пою, что не велено» звучит вокал Ивана Сидорова. В остальных композициях альбома звучит голос Терри и Жарикова.
- Переизданная версия альбома (CD, SS Records) была выпущена при поддержке одной из ведущих японских фирм, производящей копировальную технику.
- Песня «Три мосла и кружка крови» в 2012 году была перепета группой «Сугробы».
- В песне «Варшавянка» иронически обыграно гармоническое сходство известной революционной песни с хитом городского фольклора «Очи чёрные».
- «Песню про лесника» исполняет сам Сергей Жариков, а за барабанами в это время находился музыкант группы «Вежливый отказ», трубач Андрей Соловьёв.

## Участники записи альбома
- Людмила Колот — вокал
- Дмитрий Яншин — гитара, аранжировки
- Олег Андреев — бас
- Юрий Орлов — альт-саксофон
- Сергей Летов — саксофон
- Виктор Клемешов — тенор-саксофон
- Андрей Соловьёв — барабаны
- Иван Сидоров — вокал
- Сергей Жариков — барабаны, вокал, тексты и музыка песен

## Список композиций

### Оригинал (1986)
Все композиции были исполнены Людмилой «Терри» Колот, кроме 6,8,9,10 (поёт С.Жариков) и 3 (поёт И.Сидоров).
Слова и музыка всех песен — написаны Сергеем Жариковым.
| №   | Название                   | Длительность |
| --- | -------------------------- | ------------ |
| 1.  | «Бери овцу»                |              |
| 2.  | «Ковырялка»                |              |
| 3.  | «Я не пою, что не велено»  |              |
| 4.  | «Клавдия Ивановна»         |              |
| 5.  | «Чебурашку свою я люблю»   |              |
| 6.  | «Вы думали, что мы думали» |              |
| 7.  | «Три мосла и кружка крови» |              |
| 8.  | «Лапшичка»                 |              |
| 9.  | «Песня про лесника»        |              |
| 10. | «Песня про сундук»         |              |
| 11. | «Пришла к нам Смерть»      |              |
| 12. | «Последний вздох»          |              |
| 13. | «Раз-два, раз-два!»        |              |

### Переиздание (1997)
В переиздание вошли композиции из оригинального магнитоальбома, а также магнитоальбомов «Танцы-Шманцы-Брамсы» (1984) и «Не без Чебурашки» (1985).
Слова и музыка всех песен — написаны Сергеем Жариковым.
| №   | Название                   | Длительность |
| --- | -------------------------- | ------------ |
| 1.  | «Овца - Слэш»              | 1:23         |
| 2.  | «Старый вальсок»           | 5:03         |
| 3.  | «Варшавянка»               | 7:26         |
| 4.  | «Чебурашку свою я люблю»   | 2:35         |
| 5.  | «Умная песня»              | 2:52         |
| 6.  | «Три мосла и кружка крови» | 3:16         |
| 7.  | «Лапшичка»                 | 1:29         |
| 8.  | «Песня про Ёлку»           | 3:12         |
| 9.  | «Сундук»                   | 4:59         |
| 10. | «Последний вздох»          | 7:02         |
| 11. | «Пришла к нам Смерть»      | 11:16        |